# Bunovac-barlang
A Bunovac (más néven Bunjevac) egy barlang Horvátországban, a Déli-Velebit hegység északkeleti lejtőin, Lika-Zengg megyében.

## Leírása
A barlang a Velebit Malovana és Segestina csúcsai alatt 1165 méteres magasságban, egy víznyelőben fekszik. Tektonikus repedések mentén, triász kori lerakódásokban képződött. Több összefüggő, függőleges járatból áll, amelyek egy alsó vízszintes, 432 méter hosszú járatig folytatódnak.
A Bunovac-barlang egy függőleges, hidrológiailag aktív barlangkutatási objektum, amelyet az 1975 és 1977 közötti időszakban tárt fel a PDS Velebit Barlangkutatási Osztálya. A „Bunovac 1977” barlangkutató expedíció során a barlang alját 534 m mélységnél érték el. Azóta ez a legmélyebb feltárt barlang Európának ezen a részén. Az akna alján egy 2,5 x 1,5 m átmérőjű szifontó található, amelyet nem kutattak tovább. A barlangban további tervszerű tudományos kutatásokat terveznek elvégezni. Ennek a kutatásnak az lenne a célja, hogy pontosabb térképet készítsen a barlangról, továbbá tudományos kutatásokat végezzen a barlang kialakulásához vezető geológiai, fizikai és kémiai folyamatok megértéséhez. Különös hangsúlyt kapna a víz földalatti mozgásának, hidrogeológiai funkciójának megértése. Ennek a kutatásnak az előfeltétele Bunovac teljes aknamentesítése, amely természeti adottságaival és kivételes fekvésével a Velebit-csúcsok lábánál Horvátország egyik legvonzóbb turisztikai helyévé válhat.